# Răscăeți
Răscăeți es una comuna ubicada en el distrito de Dâmbovița, Rumania.

## Superficie
Posee una superficie de 34,72 kilómetros cuadrados.

## Demografía
Hasta 2021 la población era de 2051 habitantes, con una densidad de población de 59,07 habitantes por kilómetro cuadrado.